# 吉姆·戴
吉姆·戴（英語：Jim Day，1946年7月7日—），加拿大男子马术运动员。他曾代表加拿大参加1968年、1972年和1976年夏季奥林匹克运动会马术比赛，其中1968年奥运会获得一枚金牌。